# Assassin's Creed: The Chain
Assassin's Creed: The Chain é um romance gráfico, escrita por Cameron Stewart e Karl Kerschl, baseada no universo de Assassin's Creed. A história em quadrinhos dá continuidade ao romance gráfico A Queda, concluindo a história de Nikolai Orelov e Daniel Cross, apresentando alguns elementos essenciais para Assassin's Creed III.. O título chegou ao Brasil com o nome de Assassin's Creed: A Corrente, pela editora Astral Comics.

## Enredo
Algumas vezes, em 2002, Daniel Cruz foi retirado do Animus pela sua nova médica, Drª Sung, que temia sua saúde, estaria em perigo se ele ficasse ligado ao Animus por muito tempo. Daniel soube que ele era considerado um herói nas Indústrias Abstergo, mas ele ainda teve muitos flashbacks traumáticos devido ao efeito de sangramento.
Em um dos flashbacks, Nikolai Orlov e seu filho Innokenti "Quênia", que moravam em uma casa isolada na América, foram visitados por Sergey, um assassino e ex-colega de Nikolai. Ele disse que o Mentor queria que ele voltasse para a Rússia, como Nikolai tinha visto coisas que outras pessoas não poderiam sonhar quando ele entrou em contato com o Cetro Imperial, em Tunguska. Nikolai afirmou que ele havia deixado a Irmandade, e quando Sergei ameaçado a segurança do Quênia, Nikolai o matou. Sabendo que mais homens viria para eles, Quênia disse que eles tinham de estar preparados.
Mais uma vez nos dias de hoje, por roubar uma chave de cartão, Daniel ganhou acesso à Sala Animi. No interior, ele testemunhou Paul Bellamy amarrado a um Animus, e então ele tentou controlar o Animus, mas não foi capaz de operá-lo. Durante outro efeito de sangramento, ele reviveu uma memória onde Nikolai disse a seu filho que havia acontecido com sua mãe e irmã, que foram presos durante a Raids Palmer, que foram feitos para eliminar Comunista propaganda, e foram posteriormente deportadas de volta para a Rússia. Nikolai, no entanto, conseguiu escapar com o Quênia recém-nascido. Nikolai também disse que Sergei trabalhou em conjunto com as pessoas que organizaram os ataques, e que o Quênia teria que matá-los quando eles vieram.
Daniel foi capturado pela Drª. Sung na sala Animi, mas quando ela informou que o Animus não foi sequer ligado, Daniel, entendeu que ele não precisa entrar no Animus para encontrar o controle. Ele disse a ela que queria reviver as memórias porque elas eram a coisa mais próxima de uma família que ele tinha conhecido, embora a Drª. Sung assegurou-lhe que Abstergo e Warren Vidic consideraram-no como uma família. Daniel, então, subiu na hierarquia da Abstergo e mais tarde foi visto no treinamento de novos recrutas.
Nikolai começou a preparar seu filho para a chegada dos Assassinos, por desafiar Quênia para atacá-lo com uma faca. Quênia foi relutante, mas fez o que seu pai mandou. De lá, Quênia facilmente desarmado por Nicolai, Quênia foi punido, Quênia teve que dormir fora. Isto continuou por várias vezes, até que o Quénia tinha aprendido as habilidades do selvagem, e conseguiu emboscar seu pai. Com a faca em sua garganta, Nikolai pediu-lhe para ser forte e matá-lo, porque ele "não deve vacilar em face com a morte". Quênia empurrou a faca ainda mais, mas ele foi interrompido. Nikolai então sabia que seu filho foi preparado e abraçou-o.
Daniel foi introduzido no Inner Sanctum da Ordem dos Templários, e foi-lhe dada uma missão especial. Os ataques a campos de assassinos que revelaram muitas informações, incluindo a localização da biblioteca escondida de Ivan, o Terrível, sob o Teatro Bolshoi, em Moscou. Daniel foi enviado para investigar sua ligação com os assassinos, que aparentemente tinha usado a biblioteca como repositória para as gerações, incluindo itens como o Códex Profeta .
Quando os Assassinos foram até Nikolai e seu filho, vários deles foram mortos por uma armadilha explosiva que foi definida na cabina dos Orelovs. Após isso, o grupo se espalhar em uma busca para eles, mas foram emboscados por Nikolai e Quênia, que conseguiram matar muitos dos Assassinos, mas Nikolai foi baleado na perna.
Quando Daniel se infiltrou na biblioteca, ele foi recebido por uma guarda de lá, que achava que Daniel foi concebido como seu substituto. Ela mostrou a Daniel o objeto mais valioso - os escritos do Profeta, Ezio Auditore da Firenze , e os Templários encontraram uma das mais importantes peças de informação dentro do Códex, uma gravação da mensagem escrita a partir de Minerva a um indivíduo conhecido como Desmond Miles. Daniel, então, comunicou a mensagem para Abstergo, e saiu, depois de ter matado o assassino de sentinela.
Ao voltar para o passado, Nikolai e seu filho chegaram a um cruzamento de rio, Quênia passou para o outro lado pela tirolesa, Nikolai foi baleado na perna por outro Assassino, o último remanescente, que queria levá-lo a Washington para saber quais segredos o artefato tinha mostrado a Nikolai. Ele também queria trazer Quênia, e tentou persuadi-lo, dizendo-lhe que sua mãe e irmã estavam vivas. Nikolai disse para não acreditar nele, e rezou para o Quênia ser forte, que em seguida atirou em seu pai, com a bala passando por ele e também matar o outro assassino. Após isso, o Quênia recuperou a Lamina oculta de seu pai.
Depois de sua missão na biblioteca escondida, Daniel foi para uma igreja, onde se encontrou com uma velha. Ela lhe disse que ele se lembrou de seu filho, que estava sempre se metendo em problemas. Quando ela perguntou por que Daniel estava em Moscou, depois de identificado como novo por causa da cruz que ele usava que era diferente do que a cruz dobrada que os russos usavam, Daniel respondeu dizendo que ele foi "visitar a família". Depois, ela disse-lhe que não havia laços mais fortes que os de sangue.